# Arm (企業)

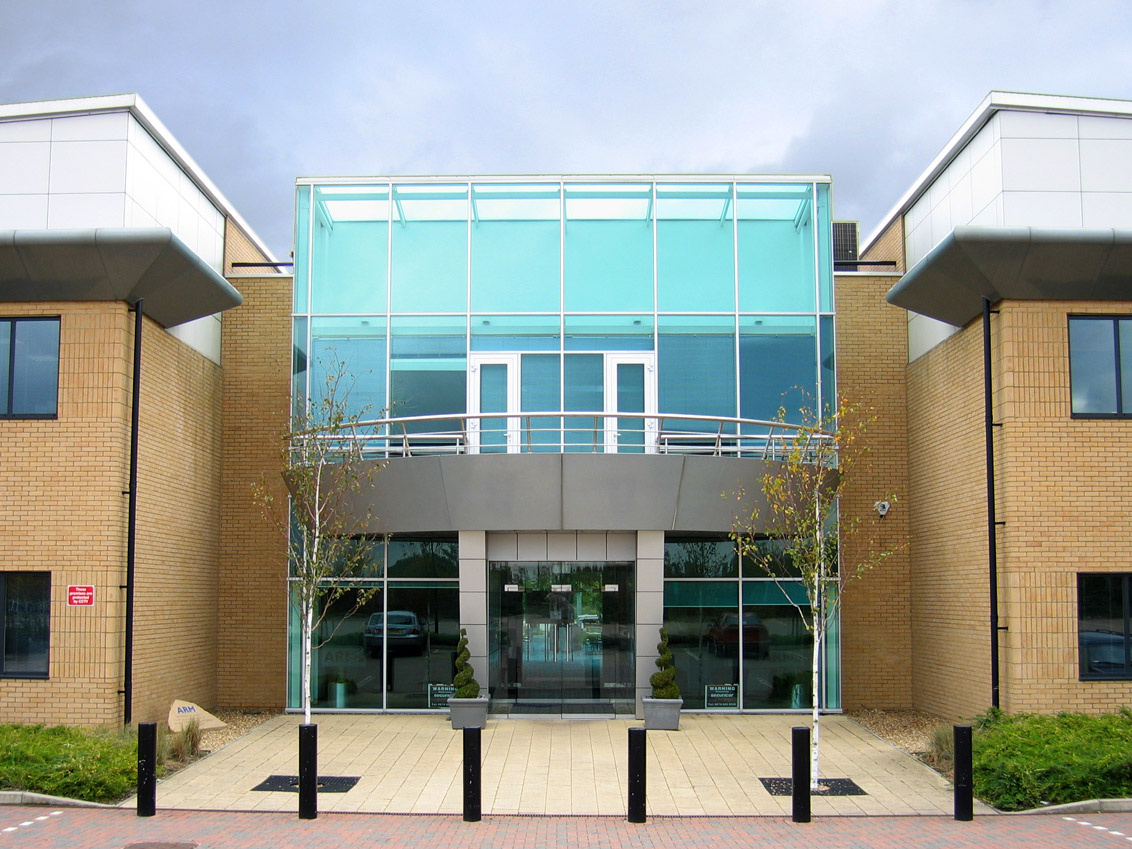
ARM Holdings

安謀控股公司（英語：ARM Holdings plc.，写作arm），又稱ARM公司，是软银集团旗下的半導體設計與軟體公司，全球總部位於英國劍橋，北美总部位于美国圣何塞，亦是一年一度的ARM技术大会（Arm TechCon）举办地。主要的產品是ARM架構處理器及相關外圍組件的電路設計方案，產品以智慧財產權核授權的形式與相應的軟體開發工具一起向客戶銷售。

## 歷史
ARM的前身為艾康電腦，1978年於英國劍橋創立。在1980年代晚期，蘋果電腦開始與艾康電腦合作開發新版的ARM核心。1985年，艾康電腦研發出採用精簡指令集的新處理器，名為ARM（Acorn RISC Machine），又稱ARM 1。因為艾康電腦的財務出現狀況，1990年11月27日，獲得Apple與VLSI科技的資助，分割出ARM，成為獨立子公司。
ARM成為一家獨立的處理器公司，從事研發低費用、低功耗、高性能晶片。ARM最初只有12人，因母公司財務狀況不佳，辦公室只是一間倉庫，以设计ARM处理器架构闻名于世，技术具有性能高、成本低和能耗省的特点，產品已遍及工業控制、消费类电子产品、通信系统、网络系统。ARM自己不制造芯片，将其技术知识产权（IP核）授权给世界上许多著名的半导体廠，其中包括Intel、IBM、LG半导体、NEC（日本电器，现为瑞萨科技）、SONY、飞利浦、Atmel、博通、思睿逻辑（Cirrus Logic）、飞思卡尔（Freescale）、炬力科技等。
1991年ARM將產品授權給英國GEC Plessey半導體公司。1993年，ARM將產品授權給Cirrus Logic和德州儀器，當時TI在DSP领域已经取得很高的成就，但并不熟悉CPU領域。Apple Newton PDA用的就是ARM610處理器，但是Newton PDA的想法过于超前，在1997年停產。ARM與Nokia和TI合作開發出16位的Thumb指令集，创建了ARM/Thumb的SoC商业模式，ARM7是最重要的一颗处理器内核，使用更小的晶粒，得以發展出低功耗模式，ARM7已有150多家的公司採用。
1995年，DEC开始研发StrongARM，1996年2月5日，DEC正式发布SA110处理器。SA110处理器迅速得到了业界的认可，Apple在MessagePAD 2000使用了SA110。1996年发布ARM8内核，性能提高了一倍，但无法与StrongARM抗衡。也就在1996年這一年，發生財務危機的Olivetti将所持有的14.7%的Acorn股份出售给了雷曼兄弟。1997年，DEC发布了第二颗StrongARM芯片，SA1100。
1997年發佈ARM9，ARM9不再使用馮紐曼架構，而转向哈佛结构，原來的3級指令流水线提高到5级，最高的时钟频率达到220MHz。受惠於手機與移動式裝置、汽车系统、大型家用电器的應用，ARM9核心已擁有超過200家的授權業者。1998年Intel收購DEC在Hudson的工厂，Intel为StrongARM取名為XScale，XScale处理器的最高运行频率达到了1.25GHz，Intel因不堪巨額虧損，2006年将XScale处理器業務售予Marvell，日後Intel開始主推ATOM处理器。
1998年ARM10内核正式推出，使用了6级流水线结构，並改良Cache Memory，對乘法指令進行最佳化，並增加浮点运算，但由於XScale的關係，ARM10並未獲得巨大的成功。早期的ARM7跟 8051一般是使用馮紐曼架構，而目前ARM11 或 Cortex A 則使用哈佛架構。
1998年4月17日，ARM公司在英國倫敦證交所和美國納斯達克上市。早期Apple投入3百萬美金擁有了ARM公司43%的股份，1998 年，ARM公司在英國和美國同時上市後，Apple逐漸賣出了這些股份。2006年，全球ARM芯片出货量为20亿片。至2007年底，ARM核心晶片的總出貨量已突破100億顆。
2010年6月中，蘋果公司向ARM董事會表示有意以85億美元的價格收購ARM公司，但遭到ARM董事會的拒絕。ARM公司CEO Warren East稱ARM公司作為獨立公司更具價值，“買家展開收購的唯一理由是消滅競爭對手。”
2013年12月13日，ARM宣布收購著名光引擎技術公司Geomerics。在光影計算領域Geomerics擁有非常領先的技術。此次收購將擴大ARM在圖形技術行業的領先地位。
2016年7月18日，日本軟銀集團同意以243億英鎊（約309億美元）全現金方式收購安謀公司。交易於2016年9月5日完成，成爲軟銀集團旗下的全資子公司，同時軟銀集團表示不干預亦不影響ARM現在及未來的商業計劃和決策。
2018年，安謀以6億美元收購Treasure Data，后者為設備到數據物聯網平台提供企業數據管理軟件。2020 年 7 月，Arm 宣布計劃在 2020 年 9 月底之前將 Treasure Data 連同其“物聯網服務集團”業務的其他部分拆分為單獨的軟銀擁有的實體。。
2020年9月14日，NVIDIA宣布出價400億美元（這項交易包含215億美元Nvidia股票及120億美元現金，軟銀將持有Nvidia最多8.1%流通股。此外，根據合約中的額外對價條款，軟銀可能還可再獲得50億美元的現金或股票。）從日本軟銀集團手中收購安謀控股。收購完成後软银将保留安謀控股不到10%的股份。此项交易仍须获得英国、中國、欧盟和美国相關機構的批准，监管审批可能需要长达一年半的时间。然而，儘管NVIDIA一再表示收購完成後ARM仍然保持開源模式和對客戶採取中立態度，此收購案卻遭到監管機構和大型企業（例：高通、微軟、Google等）的一致反對。他們擔心一旦收購完成後，將會造成嚴重的競爭問題，使ARM無法保持中立性。最終，2022年2月7日，NVIDIA和軟銀宣布已同意終止雙方此前達成的ARM股份交易協議，收購案正式宣告失敗，同時軟銀將推動ARM上市。2023年9月14日，ARM在納斯達克上市。

## 外部連結
- 官方网站

52°10′54″N 0°10′42″E / 52.18177°N 0.17824°E